# Gotra varipes
Gotra varipes is een insect uit de familie van de gewone sluipwespen (Ichneumonidae). De wetenschappelijke naam van de soort werd in 1903 gepubliceerd door Cameron.